# Jules Cordonnier
Jules Napoléon Henri Cordonnier (Belle, 26 augustus 1833 – Ieper, 21 juli 1893) was een historicus en stadsarchivaris van Ieper.

## Levensloop
Cordonnier kwam uit een zeer rijke burgerfamilie uit Belle. Zijn vader Napoléon Henri Cordonnier (1808-1890) was geneesheer, zijn moeder Elisabeth Agnes Hennion (1806-1849). De vroege dood van zijn moeder vormde een kantelmoment. Zijn vader hertrouwde al het volgende jaar in Belle met de twintigjarige Marie Claire Flahault (1830-1880) en vestigde zich als geneesheer in Ieper. Jules huwde op 15 december 1856 met Eveline Eulalie Aimée Louise Van der Meersch. Zijn echtgenote was een telg uit een aloud burgergeslacht met roots in Staden en Zonnebeke.
Hij werd achtereenvolgens lid van de Franstalige Société historique, archéologique et litteraire de la ville d'Ypres et de l'ancienne West-Flandre (1861), van het Frans-Vlaamse Comité flamand de France (1864-1865) en van de Vlaamsgezinde Kunst- en Letterkring van IJperen (1867). Daarnaast trad hij toe tot de Société des Choeurs – Koormaatschappij en tot de Ieperse Sint-Sebastiaansgilde. Mogelijk was hij ook lid van Le Cercle des Quatorze, een ludiek cafégezelschap dat regelmatig samenkwam in herberg De Vrange in de Elverdingestraat

## Stadsarchivaris en bibliothecaris
Op 8 maart 1879 benoemde de Ieperse gemeenteraad hem tot lid van de bestuurscommissie van het Stedelijk Museum in plaats van Auguste Böhm die verzaakt had. Op 31 januari 1885 werd hij benoemd tot lid van de beheerraad van de openbare bibliotheek en de volksbibliotheek die als annex van de hoofdbibliotheek was opgericht op 3 augustus 1863.
Op 7 mei 1888 werd hij in opvolging van Isidore Diegerick door het liberale Ieperse schepencollege aangesteld als onbezoldigd stadsarchivaris en bibliothecaris. De keuze lag voor de hand: Cordonnier stond nationaal en internationaal bekend als een gewaardeerd en veel bevraagd genealoog. Het college waardeerde dat hij zich als amateur-archivaris zeer actief had ingelaten met "le classement des nombreux documents non encore inventariés que composent notre important dépôt". Hij liet zich bijstaan door zijn zoon Léon Cordonnier die de functie van adjunct-bibliothecaris waarnam. 
Begin 1892 ging het nieuwe katholieke stadsbestuur aan de slag. De volgende maanden maakte het katholieke stadsbestuur verder schoon schip en zette het verschillende liberale politici en topambtenaren aan de kant, zo ook Cordonnier. Midden november 1892 werd hij en leraar Jules Kilsdonk door de gemeenteraad als leden van de bibliotheekcommissie vervangen door de ondertussen katholiek geworden Arthur Merghelynck en rechter Louis Biebuyck (Ieper, 1848 – Ieper, 1916). Een kleine drie weken later, op 3 december 1892, diende Jules Cordonnier zelf zijn ontslag in als onbezoldigd stadsarchivaris en bibliothecaris. Als stadsarchivaris werd hij opgevolgd door Arthur Merghelynck. Als bibliothecaris werd hij vervangen door Edmond Liégeois. Ook zijn zoon Léon Cordonnier diende gelijktijdig zijn ontslag in als adjunct-bibliothecaris. Een half jaar overleed Jules Cordonnier, net geen zestig jaar oud. 

## Fonds Cordonnier
Het fonds Merghelynck wordt terecht alom geprezen als schaduwarchief voor het verloren gegane archief van de stad Ieper. Door zijn omvang overschaduwt het fonds Merghelynck echter het minder gekende archief van zijn voorganger als stadsarchivaris van Ieper, Jules Cordonnier. 
Beiden maakten zelf of lieten in opdracht afschriften of regesten opmaken van het Ieperse stadsarchief. Gedreven door eenzelfde drijfveer, de genealogie van vooraanstaande families uit de Westhoek, is het dan ook niet verwonderlijk dat beide fondsen naar inhoud of behandelde thema’s heel wat gelijkenissen vertonen: lenen, grafschriften, poorters, magistraten, wezerij, enz. Deze schaduwarchieven moesten als basis dienen voor verdere publicaties van de twee archivarissen, wat door hun vroegtijdig overlijden niet ten uitvoer is gekomen. 
Het Fonds Cordonnier wordt in het Stadsarchief Ieper bewaard.

## Publicaties
- Le Moulin de Mont-Saint-Pont, 1882.